# 狄仁傑之通天帝國
《狄仁傑之通天帝國》是2010年由华谊兄弟出品、陳國富监制及原创故事、徐克执导的古装悬疑动作片。張家魯编剧，洪金寶担任動作指導，劉德華、劉嘉玲、李冰冰、邓超和梁家輝主演。代表中國大陸入围第67届威尼斯国际电影节主竞赛单元，2010年9月5日在威尼斯全球首映，中國大陸於2010年9月29日公映。
本片无论是口碑还是票房都获得了很大的成功，获得第30屆香港電影金像獎13项提名，最终赢得六座奖项，包括为徐克获得了第二座香港電影金像獎最佳導演，以及为劉嘉玲首次夺得香港電影金像獎最佳女主角。
本片後來有兩部前傳，分別是《狄仁傑之神都龍王》（2013年）和《狄仁傑之四大天王》（2018年），都由徐克執導、趙又廷主演。

## 剧情
大唐載初元年，公元689年，在高宗皇帝駕崩數年後，经过七年苦心经营與垂簾聽政的武后（劉嘉玲飾），准备正式登基，即將成為中国历史上第一位女皇帝。李唐宗室與朝中元老重臣，難以容忍女子篡奪天子之位，也正暗中集結並意圖顛覆。東都洛陽表面上平靜合諧，實際宮中暗潮洶湧、情勢一觸即發。
为了展示自己的至尊威严和帝国的繁荣，由她下令建造的高达六十六丈，象征至高皇权的「通天浮屠」大佛渐近完工，武则天的登基大典也已就绪。「浮屠落成之日，女皇登基之时」为当时人所共知。然而此时神秘而恐怖的命案在浮屠內發生：工部侍郎贾颐陪同大秦国（東羅馬帝國）使节阿巴斯将军等人一起进入「通天浮屠」内部参观时，在大佛的左眼处自燃身亡、遺體被驗出濃度極高的黃磷；大理寺卿薛勇受命调查贾颐死亡的案件后，亦在进宫途中於練兵場自燃而死。由于两位受害者都是武后亲手提拔的亲信，于是她怀疑这是反对势力一手制造的，案件讓她寝食难安，只得加强了宫内的保卫力量。
一天夜晚，多年来与武后关系密切的国师陆离幻化为神鹿前来相告：「如今妖人逆行犯案，皆因太白星离宫八年，身陷囹圄，尚未归位。」武后想到了当年第一个反对她垂帘听政，因而被以逆反罪打入囹圄八年之久的狄仁杰（劉德華飾）。于是立即派自幼入宫与她亲若母女的贴身女官上官靜兒（李冰冰飾），前去将在焚字库里服刑的狄仁杰召回。
狄仁杰和另外一名已经失明的老人终日在焚字库里面对熊熊大火，焚烧着过期的奏折。为了保全自己，他不得不装成瞎子。通过阅读数年的奏折，他了解到八年来基本朝政清明，国富民安的现状，知道武后具备杰出的治国才能。在上官静儿到来之前，突然有杀手袭击狄仁杰。凭着狄不凡的身手，刺客们非死即逃。隨後上官靜兒領官軍抵達時，刺客驟然自刎、以滅刺殺狄的證據。
武则天和狄仁杰见面后，特命他为钦差，协同大理寺彻查焚尸案，死者薛勇的副官，大理寺少卿裴东来（鄧超飾）成了他的助手。裴是个天生的白化病患者，作为一名年轻的破案高手，他做事果断亦过于性急。而喜欢中性打扮办事干练的上官静儿则被武后下令随侍狄仁杰，实为监视其行动。因此老道的狄仁杰，年轻的裴东来以及有着特殊身份的上官静儿这三人组成了一个有些诡异味道的办案团队。
狄和上官两人在晚上又遭遇了刺客们的袭击，两人合作再次化险为夷。并在外面见到了琅琊王李宵，李拉拢狄被拒绝，但却告之狄自燃案是武后主谋的。虽然刺客们逃走了，但是狄却得到了一些破案的关键证据——几支箭和被箭射中而受伤的小鸟。受伤的小鸟在阳光下自燃，让狄对死亡原因的怀疑得到了印证。狄通过实验，证明了自燃命案发生的两大关键因素－身中毒液並受到陽光照射，將如黃磷受到曝曬般自燃。
于是三人找到了狄的旧友，现任「通天浮屠」总监工的沙陀（梁家輝飾）。沙陀原来是狄在大理寺的属下，因为牵涉到狄当年的谋反案而获罪，最终受刑失去了一只手。后来发誓效忠武后才出狱，一直负责工程建造的职务。沙陀告诉他们可以导致体内自燃的毒物名称——赤焰金龟，一种来自西域以黄磷为食，生活在水中且害怕见光的至毒甲虫。并建议狄去鬼市——几百年前由于洛阳地陷而形成，现今奇人异物杂居的地下之所在——找神医汪驴。
狄某三人于是到了神秘的鬼市找到汪驴。然而刚刚见面，汪驴便被人袭击。三人为了保护汪驴，联手与国师打扮的袭击者较量。由于其同伙配合，袭击者得以逃脱。裴东来紧追不舍，至无极观附近才罢，狄仁杰则紧护着汪驴而归。原来汪驴原名王博，曾经是宫中的太医。为了给先皇治病，他找来了来自西域的赤焰金龟，后来知其有毒性并在阳光照射下能使人自燃，遂弃之于无极观里并希望将其灭绝。狄欲往无极观，但被静儿所阻。
狄认为要破案还必须搞清贾颐的死因，他怀疑贾的死很有可能与其在工作上的某些发现有关，于是吩咐裴东来去贾府寻找情报。裴在贾府找到了一张重要图纸，内中包含着案情的关键信息。狄碰到琅琊王李宵，从他手里接过了当年先皇御赐的兵器——亢龙锏，并被告知先皇是武后毒死的。李宵回府之后，被淬毒冷箭暗杀。
上官静儿告知武后狄已查到国师身上，听闻之后武后勃然大怒。而狄也想当面质问武后是否害死了先皇。二人见面之后武后一方面为自己辩解，一方面想用兵拿住狄以阻止其对国师的追查。由于裴东来的到来和静儿的有意疏忽，狄得以脱身。
狄仁杰独自闯入无极观，几番较量之后，揭开了国师的真面目——上官静儿，她奉武后之命假扮国师，意在为武后即位和铲除异己提供方便。狄告诉静儿，未来武称帝后定会把她也除掉。静儿伤心之下与中了迷魂香的狄展开较量，交战过程中狄为静儿挡剑受伤，她出于感激帮他出去。疲惫的静儿在护送狄仁杰的途中了敌人的埋伏，身受重伤。虽暂时躲过追杀，最终仍死在武后的怀中。临终之前静儿对狄说，制造自燃案者是为嫁祸武后，为狄进一步的破案起到启示和转折作用。
狄仁杰找到裴东来之所在，不料裴已被敌人擒拿。狄开门时触动机关，裴亦自燃惨死，临终前留下重要线索——马缰扣。狄据此从裴的坐骑身上找到了重要情报，由此揭开了真相。
武后登基大典之日，狄来到通天浮屠内，指证监工沙陀便是凶手，案情终于大白：为了反对武氏篡夺大唐基业，琅琊王李宵找到由于失去一只手而怀恨武后的沙陀，通过对通心柱的改造，计划在登基大典之日利用大佛倒塌来压垮登基大典所在的明堂，同时依靠手中的军队攻城以夺权；但李宵坚持拉拢狄仁杰的态度，跟沙陀一直坚持除掉狄的建议相违背，最终被其所杀，兵符也落入沙陀手中。
沙要狄加入反武势力，狄仁杰拒绝并劝沙立即收手，但沙陀决心已定。于是狄与沙的手下展开生死决斗。狄最终巧妙地改变了通心柱内熔浆流入的方位，但手和脸上亦沾了毒液。沙不甘心计划就此失败，遂携毒液向皇宫方向奔去，狄随后紧追。此时通心柱开始断裂，狄与沙在马上相斗，同时亦注意避免阳光的照射。最终沙落败，因身沾毒液毒虫而自燃身亡。
登基大典完毕，浮屠最终向左偏方向倒塌，狄在关键时刻救下武后。事后武则天调兵镇压城外叛军，并接受狄仁杰提出的施行仁政、未来还政李氏之议。狄仁杰亦承认武氏为新皇帝。
案平之后，狄仁杰因身中金龟毒，不得不避居鬼市。王博欲帮狄找解药，狄仁杰则感慨到：“天意昭迥，我自独行；天地虽不容我，心安即是归处。”

## 角色
| 角色                   | 演員                                | 粵語配音 | 國語配音 |
| 狄仁傑                 | 劉德華                              | 原声     | 孫大川   |
| 武則天                 | 劉嘉玲                              | 原声     |          |
| 上官靜兒/國師陸離      | 李冰冰（易容前）                    | 劉玉翠   |          |
| 上官靜兒/國師陸離      | 陈晓（易容後）                      |          |          |
| 沙陀                   | 梁家輝                              | 原声     |          |
| 裴東来                 | 鄧超                                | 楊耀泰   | 鄧超     |
| 太醫王博（汪驴）       | 泰迪羅賓（易容後） 吳耀漢（易容前） | 泰迪羅賓 |          |
| 琅琊王李宵             | 姚橹                                |          |          |
| 大理寺卿薛勇           | 劉金山                              |          |          |
| 阿巴斯将军（大秦使节） | 让·米歇尔·卡萨诺瓦                  |          |          |
| 鴻胪寺翻译官员         | 趙家林                              |          |          |
| 工部侍郎贾颐           | 秦焰                                |          |          |
| 賈夫人                 | 符馨尹                              |          |          |
| 將軍                   | 何晟銘                              |          |          |

## 主创人员
- 監製、導演：徐克
- 動作指導：洪金寶
- 監製：李錦文
- 總監製：陳國富
- 製片人：施南生
- 總製片人：王中磊
- 出品人：王中軍
- 策劃：楊庭愷
- 聯合監製：張大軍
- 攝影指導：陳志英（HKSC）、陳楚強（HKSC）
- 剪接：邱志偉（HKSE)
- 剪接顧問：肖洋
- 原創音樂：金培達
- 造型指導：余家安
- 美術總監：趙崇邦
- 聲音指導：王丹戎、趙楠
- 特效總監：李治允、鄭昌益（韩国）
- 特效指導：李庸基、南相宇（韩国）
- 模型指導：馬賢良

## 创作历程
根据2010年10月11日第35期出版的《南方人物周刊》记者对陈国富和徐克等人的采访报道中得知，最早构思狄仁杰这个故事的是陈国富，他是从一位美国朋友送他的荷兰汉学家高罗佩所著的狄仁杰探案故事中得到启发，开始了剧本的创作。2005年台湾金馬獎期间他与来台宣传《七劍》的徐克相遇，徐克主动提出合作，两人便有了后来的逐步合作发展。后来华谊兄弟副总裁王中磊看完陈的剧本后表示愿意打造这个题材的影片。之后经过编剧张家鲁的多次修改以及徐克自己多方面的大胆想象：万邦来朝的大唐、高大的通天浮屠、法力神通的国师、可怕的西域毒虫以及有吉祥寓意的鹿要与人浴血厮杀等创意得以诞生。
2009年5月6日于浙江横店正式开始拍摄。通过美术师赵崇邦对秦王宫的改造而形成了大明宫；通天浮屠拍摄现场只有4层楼高，经过后期特效的制作最终呈现66丈高的壮观景象；鬼市则在位于缙云的一个石洞内拍摄，通过注入了2000吨的水以达到阴森诡异的气氛，在里面剧组就花了两个半月的拍摄时间；8月份现场拍摄完毕。
后期特效由一家韩国公司担任，花费2000万元，制作历时9个月完成。电影粗剪版长达3小时15分，经过多次观摩协商和修剪，最终成型为公映的120多分钟。

## 歌曲
| 曲別   | 歌曲           | 作詞   | 作曲   | 演唱者 |
| ------ | -------------- | ------ | ------ | ------ |
| 主題曲 | 《丹书铁契》   | 捞仔   | 丁博   | 陳楚生 |
| 宣传曲 | 《相忘于江湖》 | 仓雁彬 | 仓雁彬 | 陈楚生 |

## 同名小说

小说由网络作家林千羽、巨浪根据电影版本改编而成，与电影情节有较大差异。分为两大部分，一部分为小说正文，另一部分是读者简杭依据正文所作的挖掘性解读。陳國富，《盗墓笔记》作者南派三叔，《九州》、《龙族》作者江南和杨小邪四人亲笔作序推荐。随书附赠百余张电影剧照，有刘德华、李冰冰、邓超的亲笔签名，以及陈国富、刘德华、李冰冰、梁家辉、邓超的推荐题词。
| 出版日期 | 書名                | 作者         | 出版社   | ISBN               |
| -------- | ------------------- | ------------ | -------- | ------------------ |
| 2010年   | 《狄仁杰 通天帝国》 | 林千羽、巨浪 | 北方婦儿 | ISBN 9787538548594 |

## 评价
影片9月5日首映后，威尼斯电影节权威杂志《综艺》对已经亮相的主竞赛单元电影进行评分，该片获得了7.6分的高分，位列第一；次日在威尼斯电影节评分网站上，得到了7.4分，在当时已经亮相的十三部主竞赛单元的影片中排第三。有法国媒体评价说：“这是威尼斯电影节3年来选映或竞赛的华语电影中最好看的一部。”专业的电影评论网站 Obsessed With Film 评论：《狄仁杰》相当多姿多彩，他动用了一切元素，创造了一个充满幻想的世界。如果非要挑刺，应该是历史背景会给国外观众造成一定程度的观影影响。
威尼斯媒体场首映结束后，新浪的记者随机参访了几位国外的媒体记者，他们给出了较高的评价（大多给出8分左右），一些外国媒体和影评人把它视为徐克最好的作品之一，虽然由于翻译和文化的问题都觉得自己未能完全理解剧情，但都表示影片的动作设计和取景、画面等都很美，很有诗意。狄仁杰的形象更为突出，对武则天的强势气场印象深刻，整体来说大多数的角色都比较立体和成功。不过一些中国记者表示推理效果比期待中低，揭秘的过程稍显简单。
中国影评人赵静撰文评价称该片发挥了徐克一贯的天马行空式想象，有多处精彩的动作场面，自焚等场面带给观众以视觉惊悚和内心恐惧之感，思想核心则概括为对于朝廷的疏远以及江湖侠义的渲染，狄的忠是对国家和大众的忠，当然还有他对武则天治国才能的认同感。《狄仁杰》“是徐克的回归之作，它代表着徐克复苏的某种信号”。
许多中国观众对影片的特效场面和悬疑剧情都给予了很高的赞誉，认为特效和场面如人物自燃而亡以及大佛倒下的场景有美国大片的感觉，悬疑剧情扣人心弦，刘德华、刘嘉玲和李冰冰等主演的表现也获得高分。《中国日报》将本片列为2010年十佳华语片之一。

### 北美
2011年9月在美国的一些影院开始上映后，本片在Metacritic上23家媒体综评75分，给好评的有16家媒体，混合评价有6家（60分与50分各三家），其中《华尔街日报》、《环球邮报》和《时代周刊》三家主流媒体皆馈赠满分，而《洛杉矶时报》给90分，《芝加哥太阳报》的著名影评人Roger Ebert给88分，《纽约时报》和《乡村之音》各给80分；烂番茄新鲜度高达87%；成为当周新片中评价最高的影片，获得广泛性赞誉。
美媒代表性的评价有：“本片具备了所有我能想到的娱乐元素，宏大的特技场景、凄切的爱情悲剧、致命的政治阴谋，以及十八般套路的动作武打。同时也不缺狡猾而迷人的剧情设计和有如芭蕾韵律的武术动作，自《卧虎藏龙》后最艺术的武打电影”，“奢华而高雅的布景，宏伟而无瑕的特技，惊艳而刺激的武指。更为可贵的是，技术的出彩完全没有淹没演员的表演，再加上幽暗曲折的剧本，几近完美！”，“至今我已经观影两次，但我依然觉得没有看尽屏幕上那潇洒的视效”，“机智而不做作，宏伟却非沉重。疯狂几近出格的阴谋、色彩还有无与伦比的动态艺术，如挥毫泼墨般四溢飞溅”。
《时代周刊》将本片列为2011年度全球十佳影片中的第三位，仅位居法国“黑白默片”《艺术家》和马丁·斯科塞斯的3D儿童片《雨果》之后。

## 票房
根据一些票房统计网站的数据，各地票房如下：
- 中華人民共和國（中國）：前四周连续位居票房榜的冠军，累计票房3.0488亿人民币[12]；
- 香港：1126万港元[13]，位列年度华语片第八位，距离徐克上一部香港过千万作品《大三元》已有14年之久；
- 中華民國（臺灣）：臺北为2299万台币；台湾累计4860万，位列台湾年度华语票房单第三位[14]；
- 韩国：首周末以19万多的人次（128万美圆）成绩夺票房亚军[15]，并获得一致好评[16]；第二、三、四、五周末分别排行第6、9、17、39位。最终累计入场观众为47万多人次，超过300万美圆[17]；
- 新加坡：首周末四天收404,768美圆位居第一位[18]。第二周末收216,161列第三位，累计731,841。第三周末收76,266列第七位，累计867,056。第四周末收18,505排12位，累计907,213。第五周末收4,941排20位，累计918,992。第六周末收1,187列25位，累计938,991美圆[19]。
- 马来西亚：首周末四天收335,739美圆位居第三位。第二周末收222,571继续列第三位，累计671,634。第三周末收84,891列第六，累计830,281。第四周末收23,543列第十位，累计878,016。第五周末收3,622列16位，累计887,808。[20]
- 泰国：首周末四天收148,494美圆位居第二位。次周末收78,297居第五位，累计293,599。第三周末收8,340列12位，累计335,704。第四周末收1,181列17位，累计340,843。第五周末列26位，累计341,423美圆。[21]
- 法国：2011年4月20日上映，一周观影数达到103，000余人次，创下华语片在法国的最新记录[22]。最终人次为20.1万，收获173万欧元。
- 美国：起初在纽约和洛杉矶的三家影院放映，后来扩大到旧金山、芝加哥、波士顿、西雅图等多座大城市的十多家影院上映，收获46万美金，位列北美年度票房华语片第一位[23]。

## 獎項
| 獎項                         | 類別                  | 受獎者               | 結果 |
| ---------------------------- | --------------------- | -------------------- | ---- |
| 第67屆威尼斯國際影展         | 金獅獎                | 《狄仁傑之通天帝國》 | 提名 |
| 第47屆金馬獎                 | 最佳視覺效果          | 李庸基、南相宇       | 獲獎 |
| 第47屆金馬獎                 | 最佳美術設計          | 趙崇邦               | 提名 |
| 第47屆金馬獎                 | 最佳造型設計          | 余家安               | 提名 |
| 第47屆金馬獎                 | 最佳動作設計          | 洪金寶               | 提名 |
| 第47屆金馬獎                 | 最佳音效              | 王丹戎               | 提名 |
| 第5屆亞洲電影大獎            | 最佳美術指導          | 趙崇邦               | 提名 |
| 第5屆亞洲電影大獎            | 最佳視覺效果          | 菲爾瓊斯             | 提名 |
| 第5屆亞洲電影大獎            | 最佳造型設計          | 余家安               | 提名 |
| 第30屆香港電影金像獎         | 最佳電影              | 《狄仁傑之通天帝國》 | 提名 |
| 第30屆香港電影金像獎         | 最佳導演              | 徐克                 | 獲獎 |
| 第30屆香港電影金像獎         | 最佳女主角            | 劉嘉玲               | 獲獎 |
| 第30屆香港電影金像獎         | 最佳男配角            | 梁家輝               | 提名 |
| 第30屆香港電影金像獎         | 最佳男配角            | 鄧超                 | 提名 |
| 第30屆香港電影金像獎         | 最佳攝影              | 陳志英、陳楚強       | 提名 |
| 第30屆香港電影金像獎         | 最佳剪接              | 邱志偉               | 提名 |
| 第30屆香港電影金像獎         | 最佳美術指導          | 趙崇邦               | 獲獎 |
| 第30屆香港電影金像獎         | 最佳服裝造型設計      | 余家安               | 獲獎 |
| 第30屆香港電影金像獎         | 最佳動作設計          | 洪金寶               | 提名 |
| 第30屆香港電影金像獎         | 最佳音響效果          | 王丹戎、趙楠         | 獲獎 |
| 第30屆香港電影金像獎         | 最佳視覺效果          | 李庸基、南相宇       | 獲獎 |
| 第30屆香港電影金像獎         | 最佳原創電影音樂      | 金培達               | 提名 |
| 第13届亚洲影评人协会奖       | 最佳视觉效果          | 李庸基、南相宇       | 獲獎 |
| 第13届亚洲影评人协会奖       | 最佳艺术指导          | 赵崇邦               | 提名 |
| 第13届亚洲影评人协会奖       | 最佳服装设计          | 余家安               | 提名 |
| 第13届亚洲影评人协会奖       | 最佳音效              | 王丹戎               | 提名 |
| 第6届香港電影導演會年度大獎  | 年度推介电影          | 《狄仁杰之通天帝国》 | 獲獎 |
| 第6届香港電影導演會年度大獎  | 年度杰出导演          | 徐克                 | 獲獎 |
| 第29屆布鲁塞尔国际奇幻电影节 | BIFFF银奖（银乌鸦奖） | 《狄仁杰之通天帝国》 | 獲獎 |
| 第18屆北京大学生电影节       | 最佳观赏效果奖        | 《狄仁杰之通天帝国》 | 獲獎 |
| 第7屆中美电影节              | 金天使奖优秀影片      | 《狄仁杰之通天帝国》 | 獲獎 |

## 续集
2012年4月下旬，华谊兄弟发布2013年新片计划，徐克于2012年6月底开始执导拍摄3D版的《狄仁杰前传》。陳國富继续担任总监制，张家鲁、陈国富和徐克联合编剧，元彬任动作导演。陈国富促使徐克大胆启用一众年轻演员趙又廷、馮紹峰、林更新、金汎和Angelababy担任主演，讲述年轻的狄仁杰与尉迟真金、沙陀忠一同受命查办“龙王案”的故事。2013年9月28日正式于中国上映。

## 外部連結
- Yahoo奇摩電影上《通天神探狄仁傑》的資料（繁體中文）
- 開眼電影網上《通天神探狄仁傑》的資料（繁體中文）
- 豆瓣电影上《狄仁傑之通天帝國》的資料 （简体中文）
- 时光网上《狄仁傑之通天帝國》的資料（简体中文）
- AllMovie上《狄仁傑之通天帝國》的资料（英文）
- 爛番茄上《狄仁傑之通天帝國》的資料（英文）
- 香港影庫上《狄仁傑之通天帝國》的資料（繁體中文）
- 互联网电影数据库（IMDb）上《狄仁傑之通天帝國》的资料（英文）